# Dragobrašte
Dragobrašte (makedonska: Драгобраште, Драгобрашта) är en ort i Nordmakedonien. Den ligger i kommunen Vinica, i den östra delen av landet, 100 kilometer öster om huvudstaden Skopje. Dragobrašte ligger 555 meter över havet och antalet invånare är 392.